# エスタディオ・エル・サダール

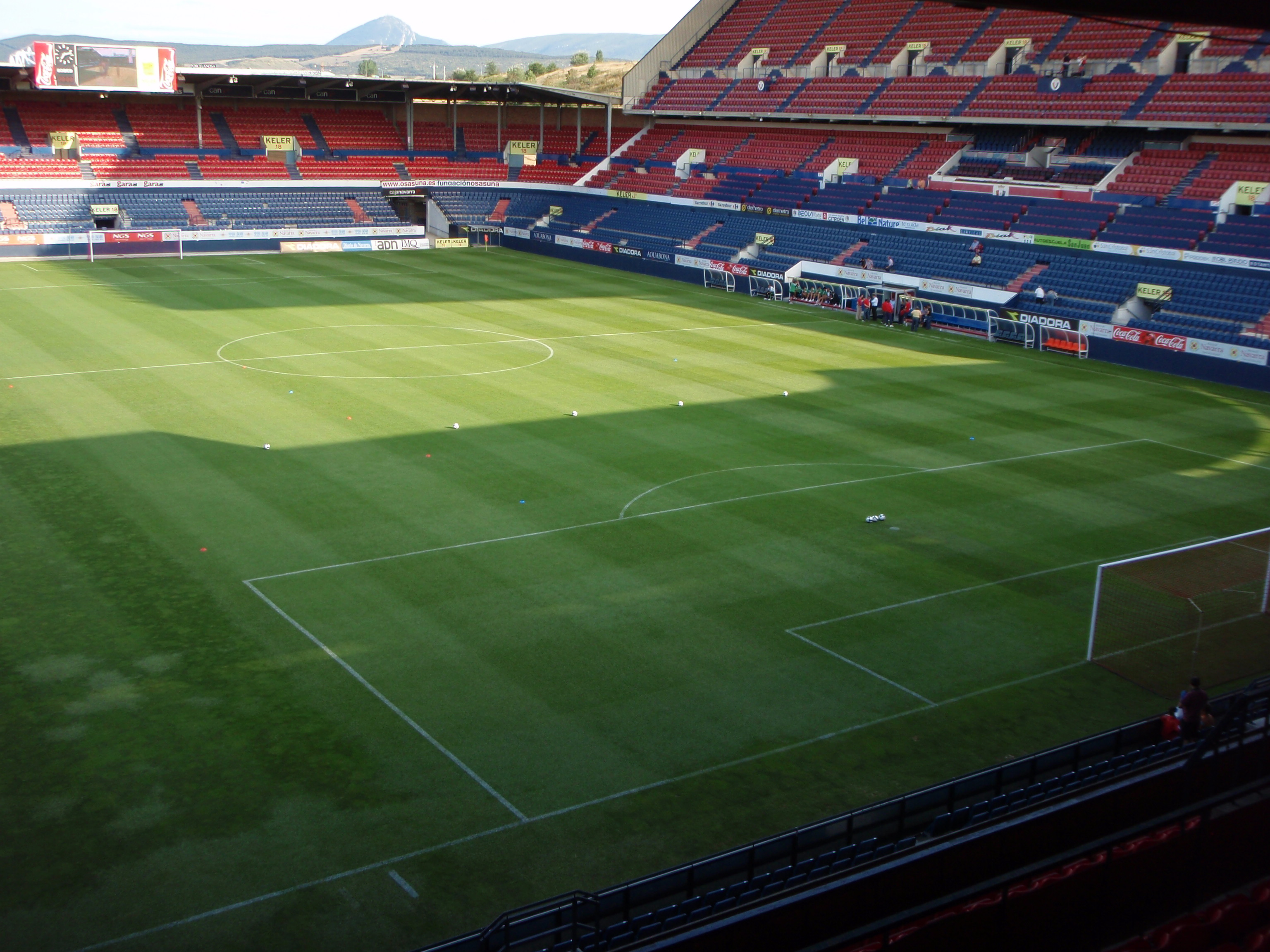
スタジアム内部

エスタディオ・エル・サダール（Estadio El Sadar、 スペイン語発音: [esˈtaðjo el saˈðar]）は、スペイン・ナバーラ州の州都パンプローナにあるサッカー専用スタジアム。23,576名収容。1967年にオープンして以来、CAオサスナがホームスタジアムとして使用している。

## 名称
名称はパンプローナ市内を流れるサダール川の川べりにあることに由来する。1967年にオープンしてから2005年まではエスタディオ・エル・サダールという名称だったが、2005年から2011年までナバーラ自治州政府がオサスナのスポンサーとなり、名称がエスタディオ・レイノ・デ・ナバーラ (Estadio Reyno de Navarra) に変更されていた。「reyno」は現代では「reino」と書き換えられる旧式のスペイン語の単語であり、英語では「kingdom」、日本語では「王国」と訳されるため、直訳すると「ナバーラ王国のスタジアム」という意味である。

## 歴史
1967年、前年に売却されたエスタディオ・サン・フアンに代わるオサスナのホームスタジアムとしてオープンした。当時は25,000人収容だったが、固定座席はわずか7,000席だった。9月2日のレアル・サラゴサ対ヴィトーリア・セトゥーバル（ポルトガル）戦が初試合となり、1-1の引き分けだった。9月3日にはオサスナ対ヴィトーリア・セトゥーバル戦が行なわれ、オサスナが3-0で勝利した。28分にオサバがオサスナの初得点を挙げている。1996年6月5日にはボン・ジョヴィのコンサートが当地で開催された。